# IMATEM
IMATEM ist ein musikalisches Projekt von Peter Spilles (Project Pitchfork) in Zusammenarbeit mit verschiedenen Gastmusikern. Spilles übernimmt dabei die Kompositionen allein, die anderen Musiker steuern den Gesang und teilweise die Texte bei. Der Name des Projekts ist das sinnbildliche Gegenteil von „außer Atem“.
2007 veröffentlichte IMATEM das Album Home, auf dem neben Spilles „Der Graf“ von (Unheilig), miLù, Falk Lenn und Lacasa del Cid den Songs ihre Stimme leihen. Dieses Konzept wurde 2008 für das zweite Album Journey beibehalten, auf dem beispielsweise Ronan Harris (VNV Nation), Sara Noxx, Sven Friedrich (Zeraphine/Solar Fake) und Stefan Großmann (Absurd Minds) mitwirken.

## Diskografie
- 2007: Home
- 2008: Journey